# Wiszniaki (przystanek kolejowy)
Wiszniaki (ros. Вишняки) – przystanek kolejowy w pobliżu miejscowości Karaganda, w obwodzie karagandyjskim, w Kazachstanie. Położony jest na linii Astana – Szu, na trasie Nowego Jedwabnego Szlaku.